# Abe Vigoda
Abraham Charles Vigoda (n. 24 februarie 1921, New York City, New York, SUA – d. 26 ianuarie 2016, Woodland Park⁠(d), New Jersey, SUA) a fost un actor american. Acesta este cunoscut pentru rolurile lui Salvatore Tessio din Nașul (1972) și Phil Fish⁠(d) din Barney Miller⁠(d) (1975–1977, 1982) și Fish⁠(d) (1977–1978).

## Biografie
Vigoda s-a născut în Brooklyn, New York la 24 februarie 1921, fiul imigranților evrei ruși Samuel Vigoda și Lena Moses. Acesta mai avea doi frați: Hy și Bill. Cel din urmă a fost artist de benzi desenate pentru editura Archie Comics⁠(d) în anii 1940. A devenit tipograf după încheierea studiilor și s-a înrolat în Armata Statelor Unite în 1943, fiind activ pe parcursul celui de-Al Doilea Război Mondial. După serviciul militar, a studiat actoria la American Theatre Wing⁠(d). La sfârșitul anilor 1940, a început să lucreze în radio și a debutat în televiziune cu rolul din serialul dramatic Studio One⁠(d).

## Cariera
Vigoda și-a început cariera de actor la vârsta de 20 de ani în cadrul American Theatre Wing. Cariera sa de actor profesionist a început în 1947.
A ajuns cunoscut în anii 1960 datorită rolurile din piesele de teatru Marat/Sade⁠(d) (1967), The Man in the Glass Booth⁠(d) (1968), Inquest (1970) și Tough to Get Help (1972), toate puse în scenă pe Broadway.
Cel mai cunoscut rol al carierei sale este Salvatore Tessio din The Godfather (1972). De asemenea, acesta apare într-o scenă flashback la sfârșitul filmului Nașul: Partea a II-a. Conform comentariului audio înregistrat de Francis Ford Coppola pentru ediția widescreen a lungmetrajului, Vigoda a primit rolul lui Tessio în cadrul unui „open call” (i.e. casting la care se poate prezenta orice actor).
Vigoda l-a interpretat pe detectivul Phil Fish⁠(d) în Barney Miller⁠(d), personaj cunoscut pentru atitudinea apatică și problemele cu hemoroizii.
Datorită popularității personajului, un serial spin-off intitulat Fish⁠(d) a fost creat în 1977. Sitcomul a fost difuzat din 5 februarie 1977 până în 18 mai 1978.

## Știri eronate despre moartea sa
Înainte de moartea sa în ianuarie 2016, Vigoda a fost subiectul mai multor știri eronate care anunțau moartea sa.
În 1982, revista People menționa într-un articol despre „răposatul Abe Vigoda”. La momentul respectiv, actorul, în vârstă de 60 de ani, apărea într-o piesă de teatru la Calgary. Amuzat de greșeală staffului, acesta a pozat pentru Variety într-un sicriu cu numărul revistei People în mână. Jurnalistul Jeff Jarvis⁠(d) spunea că editorii revistei erau cunoscuți pentru astfel de greșeli, iar unul dintre ei a introdus în mod repetat termenul „răposat” în articol, deși unul dintre cercetători l-a eliminat. În cele din urmă, versiunea incorectă a ajuns la tipar.
În 1987, greșeala a fost repetată de un reporter al televiziunii WWOR⁠(d) din Secaucus, New Jersey⁠(d), acesta referindu-se la actor drept „răposatul Abe Vigoda”. A corectat greșeala a doua zi.
Ca urmare a numeroaselor știri eronate despre moartea sa, întreaga situație a devenit subiect de glume. În filmul Legea concurenței⁠(d) din 1997, personajul Otis - interpretat de Vigoda - spune la un moment dat că „ar fi trebuit să mor cu ani în urmă”. În același an, în timp ce își făcea cumpărăturile în magazinul Bloomingdale's⁠(d) din Manhattan, unul dintre vânzători i-a spus: „Arăți ca Abe Vigoda. Dar nu poți fi Abe Vigoda, deoarece este mort.” Într-un episod al Late Night with David Letterman⁠(d), gazda emisiunii a încercat să invoce fantoma lui Vigoda, însă actorul a intrat pe scenă și a declarat: „Nu am murit încă, idiotule”.
În cadrul unui roast⁠(d) al actorului Rob Reiner la New York Friars Club⁠(d), Billy Crystal a susținut că „nu am nimic de spus despre Abe. Am fost învățat să nu vorbesc morții de rău”.
În mai 2001, un site a fost creat special pentru a confirma sau infirma dacă Vigoda este în viață.
A făcut deseori haz de necaz cu privire la întreaga situație în emisiunea Late Night with Conan O'Brien⁠(d). În cadrul unui roast al comicului Drew Carey⁠(d) din 1998, Jeff Ross⁠(d) a spus că „singurul meu regret este că Abe Vigoda nu e în viață să vadă asta”.

## Viața personală
Vigoda și prima sa soție - Sonja Gohlke - au avut o fiică pe nume Carol. Căsătoria s-a încheiat în divorț. A doua căsătorie a fost cu Beatrice Schy și a durat a durat din 1968 până la moartea sa în 1992.
Lui Vigoda îi plăcea să joace handbal american⁠(d) și a declarat într-un interviu a fost „cât pe ce” să devină campion în tinerețe.

## Moartea
Pe 26 ianuarie 2016, cu o lună înainte de a împlini 95 de ani, Vigoda a murit în somn la casa fiicei sale Carol Fuchs din Woodland Park, New Jersey⁠(d) din cauze naturale.
Înmormântarea lui Vigoda a avut loc pe 31 ianuarie 2016. Au participat personalități cunoscute, inclusiv comicul Gilbert Gottfried și fostul primar al orașului New York, David Dinkins⁠(d). A fost înmormântat în cimitirul Beth David⁠(d) din Elmont, Comitatul Nassau, New York.
În cadrul Premiilor Oscar din 2017, Vigoda nu a fost inclus în filmul memorial dedicat personalităților din industria filmului.

## Filmografie

### Filme de cinema
- Three Rooms in Manhattan (1965) - Waiter (nemenționat)
- The Godfather (1972) - Salvatore Tessio
- The Devil's Daughter (1973) - Alikhine
- The Don Is Dead (1973) - Don Talusso
- The Story of Pretty Boy Floyd (1974) - Dominic Morrell
- Newman's Law (1974) - John Dellanzia
- The Godfather Part II (1974) - Salvatore Tessio
- Having Babies (1976) - Al Schneider
- Detectivul ieftin (1978) - Sgt. Rizzuto
- Death Car on the Freeway (1979) - Mr. Frisch
- Gridlock (1980) - Herb
- The Big Stuffed Dog (1981) - Carnival Pitchman
- Cannonball Run II (1984) - Caesar
- The Stuff (1985) - Invitat special în reclama (cameo)
- Vasectomy: A Delicate Matter (1986) - Detectivul Abe Fossi
- Plain Clothes (1987) - Mr. Wiseman
- Grandmother’s House (1988) - Bunicul
- Look Who's Talking (1989) - Bunicul
- Prancer (1989) - Orel Benton
- Keaton's Cop (1990) - Louis Keaton

- Fist of Honor (1993) - Victor Malucci
- Sugar Hill (1993) - Gus Molino
- Me and the Kid (1993) - Pawn Broker
- Batman: Mask of the Phantasm (1993) - Salvatore Valestra (voce)
- North (1994) - Alaskan Grandpa
- Home of Angels (1994) - Bunicul
- Jury Duty (1995) - Judecătorul Powell
- The Misery Brothers (1995) - Don Frito Layleone
- Love Is All There Is (1996) - Rudy
- Saturday Night Live (1996) - Abe Vigoda
- Underworld (1996) - Will Cassady
- Good Burger (1997) - Otis
- Me and the Gods (1997) - Zeus
- A Brooklyn State of Mind (1997) - Uncle Guy
- Witness to the Mob (1998) - Paul Castellano
- Just the Ticket (1999) - Arty
- Chump Change (2000) - The Frog
- Tea Cake or Cannoli (2000)
- Crime Spree (2003) - Angelo Giancarlo
- Farce of the Penguins (2007) - Pinguinul din Boca (voce)
- The Unknown Trilogy (2007) - Unchiul Morty (segmentul "Frankie the Squirrel")
- Sweet Destiny (2014) (rol final de film)

### Filme de televiziune
- Studio One (1949)
- Dark Shadows (cast member in 1969) - Ezra Braithwaite
- Sesame Street (1973) - invitat
- Toma (1973) - Donzer
- Mannix (1973) - Anton Valine
- Hawaii Five-O (1974) - Abe Kemper
- Barney Miller (membru al distribuției 1975–1977)
- The Bionic Woman (1976) - Barlow
- Fish (1977–1978) - Det. Phil Fish
- Cannon (1975) - Mr Couzellous
- The Comedy Company (1978) - Jake
- How to Pick Up Girls! (1978) - Nathan Perlmutter
- The Rockford Files (1978) - Phil 'The Dancer' Gabriel / Al Dancer
- $weepstake$ (ep. 1, 1979) - Anthony
- B. J. and the Bear (1980) - Binicul Ben Rule
- The Littlest Hobo (1980) - Howard Mattson
- As the World Turns (membru al distribuției din 1985)
- Tales from the Darkside "A Choice of Dreams" (1986) - Jake Corelli
- Superboy (Sezonul 1, Episodul 3 "Back to Oblivion" 1988) - Mr. Wagner
- Santa Barbara (distribuția din 1989) - Lyle DeFranco
- Monsters (ep. "The Gift" 1990) - Dolan
- MacGyver (ep. 7 season 6) - Bill Cody
- Lucky Luke (1993) - Judecătorul Rinehart
- Law & Order "Remand" (1996) - Ret. Detective Landis
- Wings "All about Christmas Eve" (1996) - Harry
- The Norm Show "Norm, Crusading Social Worker" (1999) - Sal
- Family Guy "The Kiss Seen Around the World" (2001) - Abe Vigoda (voce)
- Late Night with Conan O'Brien (invitat)[46] (2005-2007) as Himself
- High School USA! (ep. 12, 2013) - Otto